# وبر فأري
الوبر الفأري (الاسم العلمي:†Myohyrax) هو جنس منقرض من الثدييات يتبع فصيلة زبابات الفيل من رتبة زبابيات الفيل.
النوع الوحيد لهذا الجنس هو الوبر الفاري الأوسوالدي الذي وجدت العينة النمطية الأحفورية له في كارونغو في كينيا وهي من الميوسين.